# كلارنس والتر
كلارنس والتر (16 أبريل 1838 في المملكة المتحدة - ) (بالإنجليزية: Clarence Walter)‏ هو لاعب كريكت بريطاني. لعب مع نادي مقاطعة سري للكريكت ‏.

## وصلات خارجية
- كلارنس والتر على موقع إي آس بي آن كريك إنفو (الإنجليزية)